# Cenagnaty
Cenagnaty (Caenagnathidae) – rodzina niewielkich, pierzastych teropodów z grupy celurozaurów żyjących w epoce późnej kredy na terenach Azji i Ameryki Północnej.

## Klasyfikacja
- dinozaury (Dinosauria)
  - gadziomiedniczne (Saurischia)
    - teropody (Theropoda)
      - tetanury (Tetanurae)
        - celurozaury (Coelurosauria)
          - maniraptory (Maniraptora)
            - owiraptorozaury (Oviraptorosauria)
              - cenagnatoidy (Caenagnathoidea)
                - cenagnaty (Caenagnathidae)

## Rozmiary
- długość ciała: do 2,5 m
- wysokość: do 1 m
- masa: do 50 kg

## Gatunki
- cenagnatazja
- chirostenot
- elmizaur
- hagryf
- nomingia
- Eoneophron[1]